# Ilie Neacșu
Ilie Neacșu (n. 5 iulie 1950) este un fost deputat român în legislatura 1996-2000, ales în județul Hunedoara pe listele partidului PRM. Ilie Neacșu a fost ales deputat PRM și în legislatura 2000-2004. În perioada februarie 2002 - decembrie 2004, Ilie Neacșu a fost deputat independent. În 2002, Ilie Neacșu a fost exclus din PRM. În cadrul activității sale parlamentare, Ilie Neacșu a fost membru în grupurile parlamentare de prietenie cu Republica Cipru și Republica Austria. În prima legislatură, Ilie Neacșu a deținut funcția de secretar al Comisiei de agricultură și silvicultură, iar  în a doua legislatură a fost ales în  funcția de președinte al  aceleiași comisii. Până a fi ales deputat, Ilie Neacșu a fost director al Revistei EUROPA, o publicație patriotică, în strânsă legătură cu suveraniștii. A absolvit Facultatea de ziaristică în anul 1980, fiind admis în această instituție pe primul loc, în a doua serie a examenului. Este autorul a treisprezece cărți. Este căsătorit și are patru copii, trei băieți și o fată. Toți copiii  au învățat și  muncesc în România, în sectorul privat. Înainte de 1989, Ilie  Neacșu a fost lider al tineretului din Drăgășani, șef al sectorului de pregătire militară la Comitetul  județean al tineretului comunist, secretar cu probleme de propagandă, cultură și învățământ în orașul Călimănești, președinte al CUASC Drăgășani și  director al stațiunii turistice Vidra, din Munții Lotrului. Ilie Neacșu este un apărător al  ideii de suveranitate și independență a României, dorind  o Uniune europeană  cu atribuții economice și comerciale, fiind adeptul  detensionării relațiilor cu Rusia și China. 
Este un antisemit și un negaționist al Holocaustului.